# Maladera tranquebarica
Maladera tranquebarica är en skalbaggsart som beskrevs av Brenske 1898. Maladera tranquebarica ingår i släktet Maladera och familjen Melolonthidae. Inga underarter finns listade i Catalogue of Life.